# Snorre Thorfinnsson
Snorre Torfinnsson (norrønt og islandsk: Snorri Þorfinnsson, sjeldnere: Snorri Karlsefnisson) (født mellem 1004 og 1013, død 1090) var søn af Torfinn Karlsevne og Gudrid Thorbjørnsdatter. Han regnes for at være den første etniske europæer som er født i Amerika, og han var en vigtig faktor for at indføre kristendommen i Island.

## Familie
Fødselsdatoen til Snorre Torfinnsson er usikker. Fødselstal som 1005, 1009, og 1012 har vært lanceret, men alle er enige om at han var født mellem 1005 og 1013. I følge Grønlændernes saga var Snorre tre år da familien forlod Vinland på grund af problemer med de indfødte, skrælinger. Familien drog da tilbage til Glaumbær på Island.
Snorre Torfinnsson fik to børn; datteren Hallfrid og sønnen Torgeir. Hallfrid blev mor til Torlak Runolfsson, biskoppen i Skálholt på Island. En af efterkommerne til Snorres bror Torbjørn, Bjørn Gilsson, blev biskop i Hólar. Torgeir var far til Yngvild, som var mor til Brand Sæmundarsson, biskop i Hólar.

## Kristendommen indføres på Island
I tekster fra 1200-tallet, omkring 200 år senere, står der at Snorre Torfinnsson og Snorre Torgrimsson var en vigtig faktor for kristningen af Island. Efter Grønlændernes saga byggede Snorre den første kirke på Glaumbær. Blandt hans efterkommere er der flere islandske biskopper.

## Arven
- Siden Snorre Torfinnsson blev født på Vinland, (Newfoundland), regnes han for den første europæer som blev født i  Nordamerika. .
- I 2002 opdagede amerikanske arkæologer resterne efter et tusind år gammelt Langhus på Islands nordkyst. Man tror det var Snorre Torfinnssons gård. Langhuset blev fundet i nærheden af Glaumbær, udenfor landsbyen Sauðárkrókur.